# Іван Ліщинський (політик)
Іван Ліщинський (пол. Iwan Liszczynski; 1883, Підмихайля біля Калуша — 1941, Львів) — український громадський діяч, діяч, член ЦК Українського національно-демократичного об'єднання (УНДО) у 1925—1928 рр., депутат Сойму 2-ї каденції.
Закінчив середню школу та педагогічні курси. До 1918 року працював в освіті, а потім був шкільний інспектор у Дрогобичі. Не прийнятий до польської освіти, у 1920-23 роках організував Союз Українських Народних Учителів у Малопольщі та був активним у «Взаємодопомозі Українського Учителя». З 1921 р. член ЦК Української народної трудової партії (УНТП). У 1922—1926 рр. президент Крайової організації українців у Львові, після 1926 р. у Львівському повіті (зміна територіальної сфери діяльності організації). Редактор часопису «Uczytielśkie Słowo» (1921—1922). З 1925 — в УНДО, член ЦК УНДО.
На парламентських виборах 1928 року був обраний депутатом Сейму РП на другий термін від списку Блоку національних меншин в окрузі № 1. 51 (Львів).
Після розпуску Сейму та Сенату президентом Ігнацієм Мосціцьким, під час виборчої кампанії перед виборами до Сейму та Сенату в листопаді 1930 року (так звані «Брестські вибори»), у ніч з 9 на 10 вересня 1930 року він був заарештований за звинуваченням у державній зраді та ув'язнений у Берестейській фортеці. 15 жовтня 1930 р. його перевезли до Львова, де 20 квітня 1931 року суд присяжних засудив його до шести місяців ув'язнення «за організацію бунтів» з відбуттям терміну під вартою. 23 липня 1931 року у Варшаві відбувся апеляційний розгляд у Верховному суді, і вирок було залишено без змін. 29 квітня 1931 року Рівненський обласний суд засудив його до двох років позбавлення волі «за неповагу до влади і заклики до антипольських виступів» з утриманням під вартою; його прохання про звільнення під заставу також було відхилено.
11 серпня 1931 року відбулося засідання Апеляційного суду в Любліні (і розгляд прохання про звільнення з-під варти через хворобу). Суд зменшив вирок, винесений у першій інстанції, з двох років до одного року ув'язнення із зарахуванням часу перебування під вартою і погодився звільнити під заставу в 500 злотих. Після звільнення з в'язниці в Рівному після майже року ув'язнення Ліщинський припинив свою політичну діяльність і повернувся до викладацької роботи.
Член Головної Управи «Просвіти».